# Lodi (Ohio)
Pour les articles homonymes, voir Lodi (homonymie).
La ville de Lodi est située dans le comté de Medina, dans l’Ohio, aux États-Unis. Lors du recensement de 2000, elle comptait 3 061 habitants.

## Source
- (en) Cet article est partiellement ou en totalité issu de l’article de Wikipédia en anglais intitulé « Lodi, Ohio » (voir la liste des auteurs).